# Саріта Чоудрі
Саріта Кетрін Луїз Чоудрі (англ. Sarita Catherine Louise Choudhury; 18 серпня 1966, Блекгіт, Лондон, Велика Британія) — англійська актриса.

## Біографія
Саріта Кетрін Луїз Чоудрі народилась 18 серпня 1966 року в Блекгіт (Лондон, Велика Британія) в сім'ї індійського, бенгальського та англійського походження Прабаса Чандри Чоудрі та Джулії Патріші Спрінг, одружених з 1964 року. Саріта має двох братів — старшого звати Чандра Пол Чоудрі, молодшого Кумар Майкл Чоудрі.
Саріта вивчала економіку в «Queen's University».

## Кар'єра
Саріта дебютувала в кіно в 1991 році, зігравши роль Міни в фільмі «Міссісіпська масала». Загалом Чоудрі зіграла в 58-ми фільмах та телесеріалах.

## Вибрана фільмографія
| Рік       |   | Українська назва                      | Оригінальна назва                     | Роль              |
| --------- | - | ------------------------------------- | ------------------------------------- | ----------------- |
| 1991      | ф | Міссісіпська масала                   | Mississippi Masala                    | Міна              |
| 1993      | ф | Дім духів                             | The House of the Spirits              | Панча Гарсіа      |
| 1995      | ф | Сім'я Перес                           | The Perez Family                      | Джозетт           |
| 1995      | ф | І спустився ворон                     | Down Came a Blackbird                 | Мирна             |
| 1996      | ф | Кама Сутра: Історія кохання           | Kama Sutra: A Tale of Love            | принцеса Тара     |
| 1998      | ф | Високе мистецтво                      | High Art                              | Джоан             |
| 1998      | ф | Ідеальне вбивство                     | A Perfect Murder                      | Ракель Мартінес   |
| 1998—1999 | с | Забійний відділ                       | Homicide: Life on the Street          | доктор Келйані    |
| 1999      | ф | Глорія                                | Gloria                                | Анджела           |
| 2002      | ф | Просто поцілунок                      | Just a Kiss                           | Колін             |
| 2004      | с | Закон і порядок                       | Law & Order                           | Надіра Гаррінґтон |
| 2006      | ф | Дівчина із води                       | Lady in the Water                     | Анна Рен          |
| 2007      | с | Сутичка                               | Damages                               | терапевт сну      |
| 2008      | ф | Випадковий чоловік                    | The Accidental Husband                | Санні             |
| 2009      | с | Філантроп                             | The Philanthropist                    | Рада Шівпурі      |
| 2010      | с | Гарна дружина                         | The Good Wife                         | Сімран Верма      |
| 2010      | с | Смертельно нудьгуючий                 | Bored to Death                        | Лакшмі            |
| 2011      | с | Смерть в раю                          | Death in Paradise                     | Авіта Джексон     |
| 2011—2014 | с | Батьківщина                           | Homeland                              | Міра Беренсон     |
| 2012      | ф | Гейбі                                 | Gayby                                 | Ушма              |
| 2012      | ф | Троє в Нью-Йорку                      | Generation Um...                      | Лілі              |
| 2012      | ф | Опівнічні діти                        | Midnight’s Children                   | прем'єр-міністр   |
| 2012      | ф |                                       | BMW: Bombay’s Most Wanted             |                   |
| 2012      | ф |                                       | Monarchs and Men                      | Nadzia            |
| 2013      | ф | Екзамен для двох                      | Admission                             | Рейчел            |
| 2013      | ф | Невинність                            | Innocence                             | доктор Віра Кент  |
| 2013      | ф |                                       | Give Into the Night                   | Віна              |
| 2014      | ф |                                       | The Disinherited                      | Анна              |
| 2014      | ф |                                       | Roman Buildings                       | Саріта            |
| 2014      | ф | Голодні ігри: Переспівниця. Частина І | The Hunger Games: Mockingjay — Part 1 | Egeria            |
| 2014      | ф | Уроки водіння                         | Learning to Drive                     | Джаслін           |
| 2015      | ф |                                       | Sweets                                |                   |
| 2015      | ф | Голограма для короля                  | A Hologram for the King               | [ 5 ]             |
| 2015      | ф |                                       | Famous                                | Діана Еттльштейн  |
| 2021      | ф | Після Янґа                            | After Yang                            | Клео              |
| 2021      | ф | Легенда про Зеленого лицаря           | The Green Knight                      | Морґана           |
| 2024      | с | Фолаут                                | Fallout                               | Лі Молдавер       |